# 金元四大家
金元四大家或称金元四家，是指中国古代金元时期的四大医学流派。即刘完素的火热说、张从正的攻邪说、李东垣的脾胃说和朱震亨的养阴说。
宋金元时期是中医理论发展的一个重要时期，称为“新学肇兴”。这一时期由于长期的战乱，人民生活贫苦，疾病流行，奠定了产生金元四大家的社会基础。由于实践的丰富，不少医家深入研究古代的医学经典，结合各自的临床经验，自成一说，来解释前人的理论，逐渐形成了不同的流派，劉主寒涼，張主攻下（汗、吐、下三法），李主補土（補脾），朱主養陰，大大丰富了中医理论。
金元四大家的学说标志着中医发展的一个新阶段，而且对后来的中医发展产生了深刻的影响。